# Fäbodtjärnen (Söderala socken, Hälsingland)
Fäbodtjärnen är en sjö i Söderhamns kommun i Hälsingland och ingår i Ljusnans huvudavrinningsområde.